# حارة اليمنية الحديثة (صنعاء)

تعديل مصدري - تعديل

حارة اليمنية الحديثة هي إحدى حارات حي معين بمديرية معين إحد مديريات العاصمة اليمنية صنعاء، بلغ تعداد سكانها 1052 نسمة حسب تعداد اليمن لعام 2004.